# 边丽
邊麗（1995年10月7日—），中國女歌手，女子音樂組合SING女團前成員。2015年8月10日以《青春的告白》一曲出道。

## 經歷
2015年3月，成為SING女團第一期練習生。8月10日隨SING女團正式出道。
2016年3月8日，SING女團官方微博透露邊麗已返回學校學習而暫停活動。
2017年12月24日，於「半面」聖誕公演上宣佈回歸SING女團。
2019年11月，发表个人单曲《等》。
2020年12月26日，於《聽見繁星》唱享會上宣佈畢業。

## 作品

### 音樂
念念無名主題曲：贖

#### 團體
SING女團#单曲

#### 個人
SING女團#成員個人名義發行單曲

### 影視

#### 專屬綜藝節目
| 日期                           | 節目名稱                           | 參與成員                           | 集數 | 備註                                                              |
| 2015年3月27日－2015月5月29日   | 偶像来了-S.I.N.G养成日志           | 第一期練習生                       | 10   |                                                                   |
| 2015年7月22日－2015月9月23日   | 偶像来了-S.I.N.G养成日志（第二季） | 第一期及第二期練習生               | 10   |                                                                   |
| 2017年9月9日                   | 美食大作战                         | 全員                               | 2    |                                                                   |
| 2017年10月23日－至今           | SING工作日志                       | 全員                               | -    |                                                                   |
| 2018年9月2日－2018年11月8日    | 繁星夜谈会                         | 全員                               | 4    | 成员初印象上集蔣申因為航班延誤缺席                                |
| 2018年9月6日－2018年10月18日   | SING Holiday 巴厘岛特辑            | 全員                               | 7    |                                                                   |
| 2018年9月11日－至今            | SING練習時                         | 全員                               | 12   |                                                                   |
| 2018年10月25日                 | 蒋申带你遊上海                     | 全員                               | 1    |                                                                   |
| 2018年12月14日－2018年12月20日 | SING Holiday 成都特辑              | 全員                               | 2    |                                                                   |
| 2019年1月3日－2019年3月14日    | SING HOME（第一季）(第3集起)       | 全員（第1、2集边丽因皮肤过敏缺席） | 6    | 第5集起加入齊鼓文化練習生第5集：曾藝及歐洋溢、第6集：楊淳及李雨露 |
| 2019年4月4日－至今             | SING课间营业                       | 全員                               | 7    | 第1集許詩茵因宣傳新歌缺席                                         |
| 2020年7月16日 - 8月27日        | 师傅请指教                         | 全员                               | 7    | 第2、3、4期林慧身体不适缺席                                       |

#### 綜藝節目
| 播出日期       | 節目名稱               | 首播平台               | 同團參演成員                                               |
| 2015年8月24日  | 《勇者大冲关》         | 江苏卫视               | 全員                                                       |
| 2015年11月20日 | 《56音乐下午茶》       | 網路節目               | 林慧、賴美雲、林津伊                                       |
| 2015年11月29日 | 《全球中文音乐榜上榜》 | 中國中央電視台音樂頻道 | 林慧、蔡莎、賴美雲、林津伊、蔣申、秦瑜                     |
| 2017年1月20日  | 《欢乐一家亲》         | CCTV-4                 | 賴美雲、林津伊、秦瑜、蔣申、吳瑤、陳麗、許詩茵、林慧、蔡莎 |

## 外部連結
- 边丽的新浪微博